# 油殿古墳群

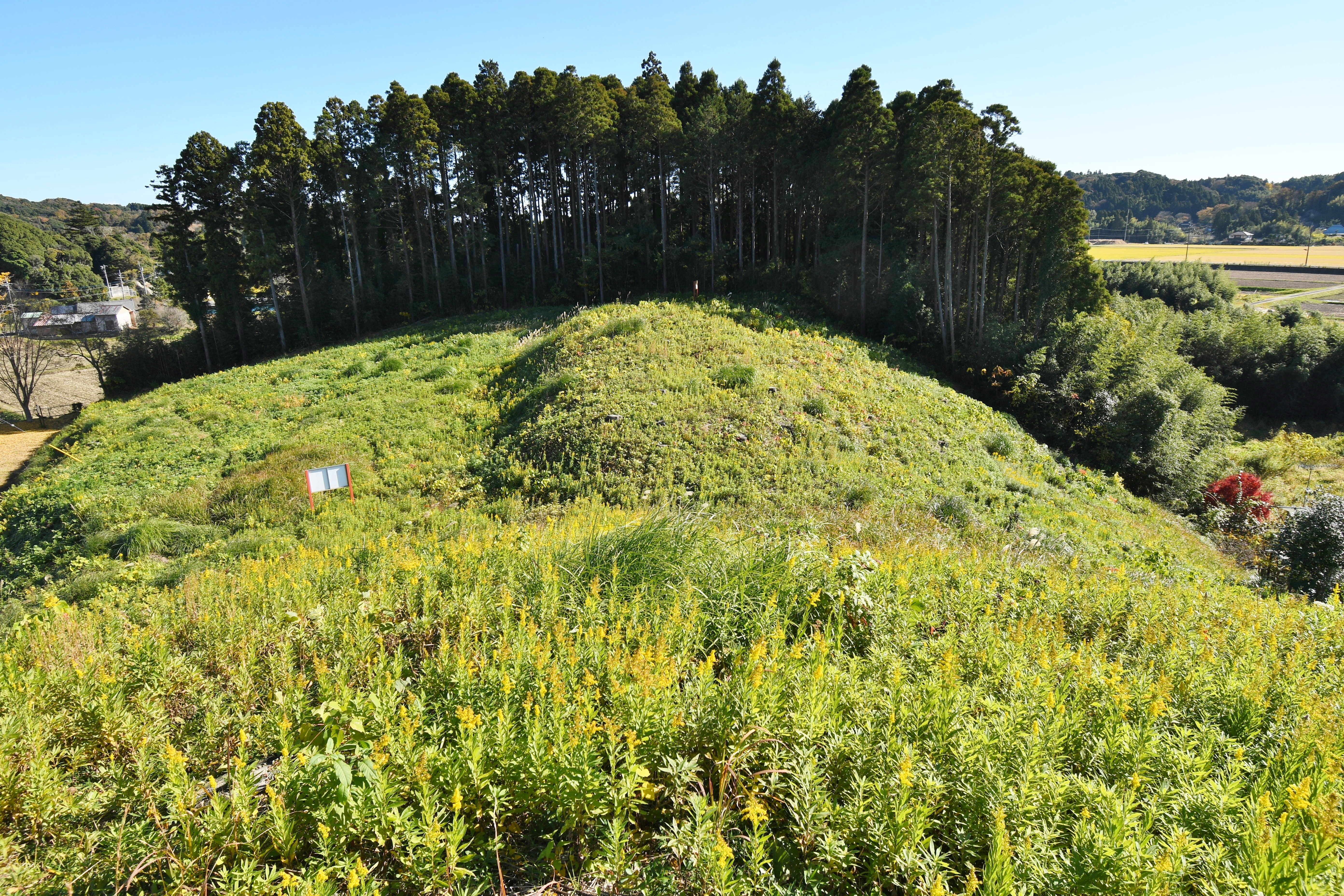
1号墳墳頂から2・3・4号墳（林中）を望む

油殿古墳群（あぶらでんこふんぐん）は、千葉県長生郡長南町豊原にある古墳。4基が千葉県指定史跡に指定されている。

## 概要
千葉県中部の外房地域、一宮川支流の埴生川中流域北岸の独立丘陵上に営造された古墳群である。前方後円墳2基・円墳2基の古墳4基から構成される。1974-1975年（昭和49-50年）に確認調査が実施されている。
古墳群は北西から南東に1・4・2・3号墳の順で直列して分布する。特に主墳の1号墳は、墳丘長93メートルを測る前方後円墳であり、墳丘裾部の調査で土師器壺（壺形埴輪）が検出されている。2号墳では古墳関連遺物は確認されておらず、3・4号墳は古墳であること自体に疑義も指摘される。
4基のうち唯一様相の判明する1号墳は、古墳時代中期初頭の4世紀末-5世紀初頭頃の築造と推定される。房総半島太平洋側では最大級の古墳であり、先行する南東1.5キロメートルの能満寺古墳（長南町芝原）とともに当該地域の中心的存在であるが、油殿1号墳以降は大型前方後円墳の築造が継続しておらず、当該地域の政治情勢を考察するうえで重要視される古墳になる。
4基の古墳域は1977年（昭和52年）に千葉県指定史跡に指定されている。

## 遺跡歴
- 1974-1975年（昭和49-50年）、測量調査・確認調査（早稲田大学ほか油殿古墳群発掘調査団、1975年に概報刊行）。
- 1977年（昭和52年）3月8日、千葉県指定史跡に指定[2]。
- 1992年（平成7年）、測量調査（千葉県教育委員会、1995年に報告）[3]。

## 一覧
| 古墳名 | 形状       | 規模      | 埋葬施設 | 出土品               | 築造時期    | 備考               |
| ------ | ---------- | --------- | -------- | -------------------- | ----------- | ------------------ |
| 1号墳  | 前方後円墳 | 墳丘長93m | 不明     | 土師器壺（壺形埴輪） | 4c末-5c初頭 |                    |
| 2号墳  | 前方後円墳 | 墳丘長30m | 不明     |                      |             |                    |
| 3号墳  | 円墳       | 直径10m   | 不明     |                      |             | 古墳とするには疑義 |
| 4号墳  | 円墳       | 直径10m   | 不明     |                      |             | 古墳とするには疑義 |

### 1号墳
油殿1号墳は、油殿古墳群の主墳。墳形は前方後円形で、前方部を南東方向に向ける。墳丘の規模は次の通り。
- 墳丘長：93メートル（または92メートル[3]）

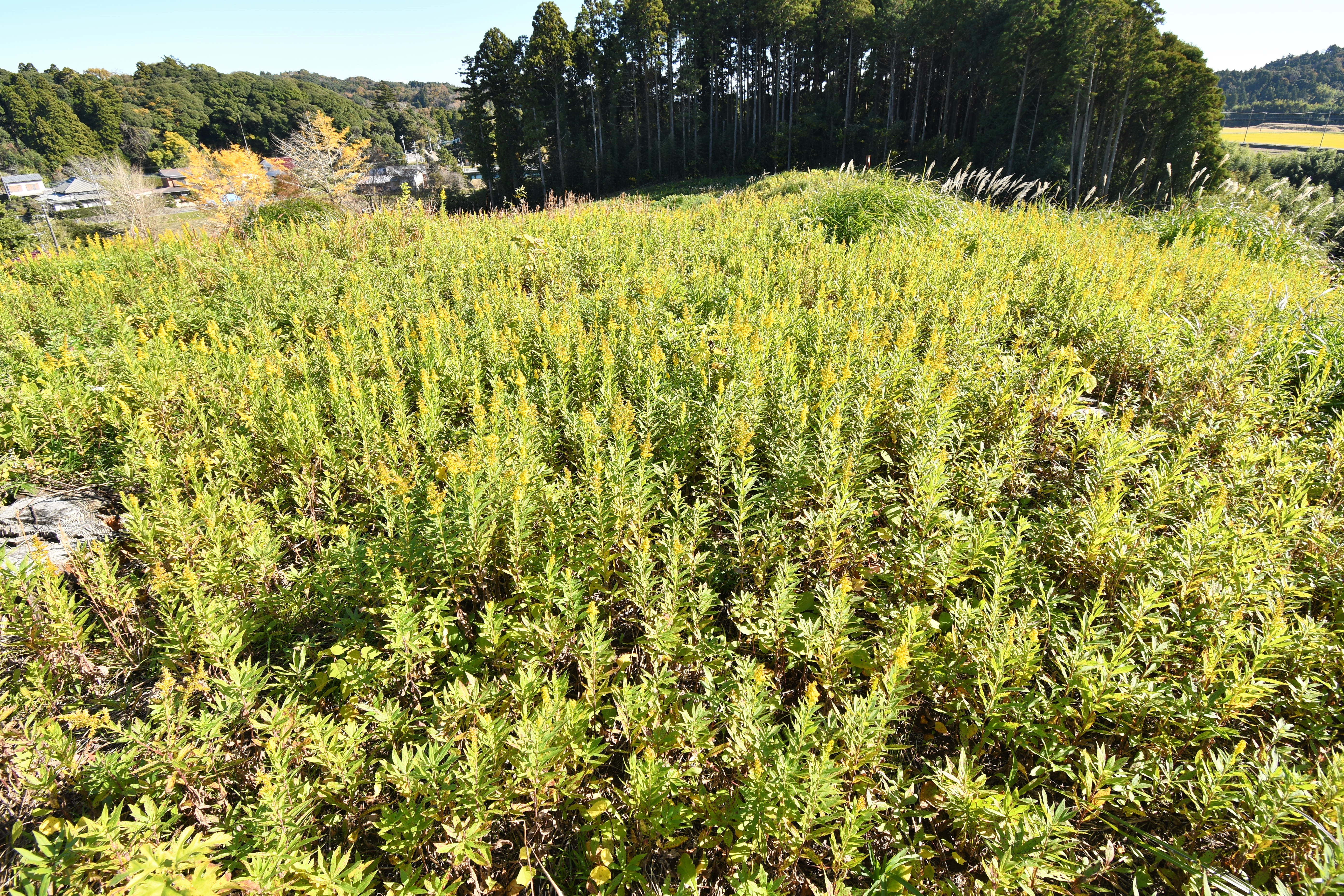
後円部
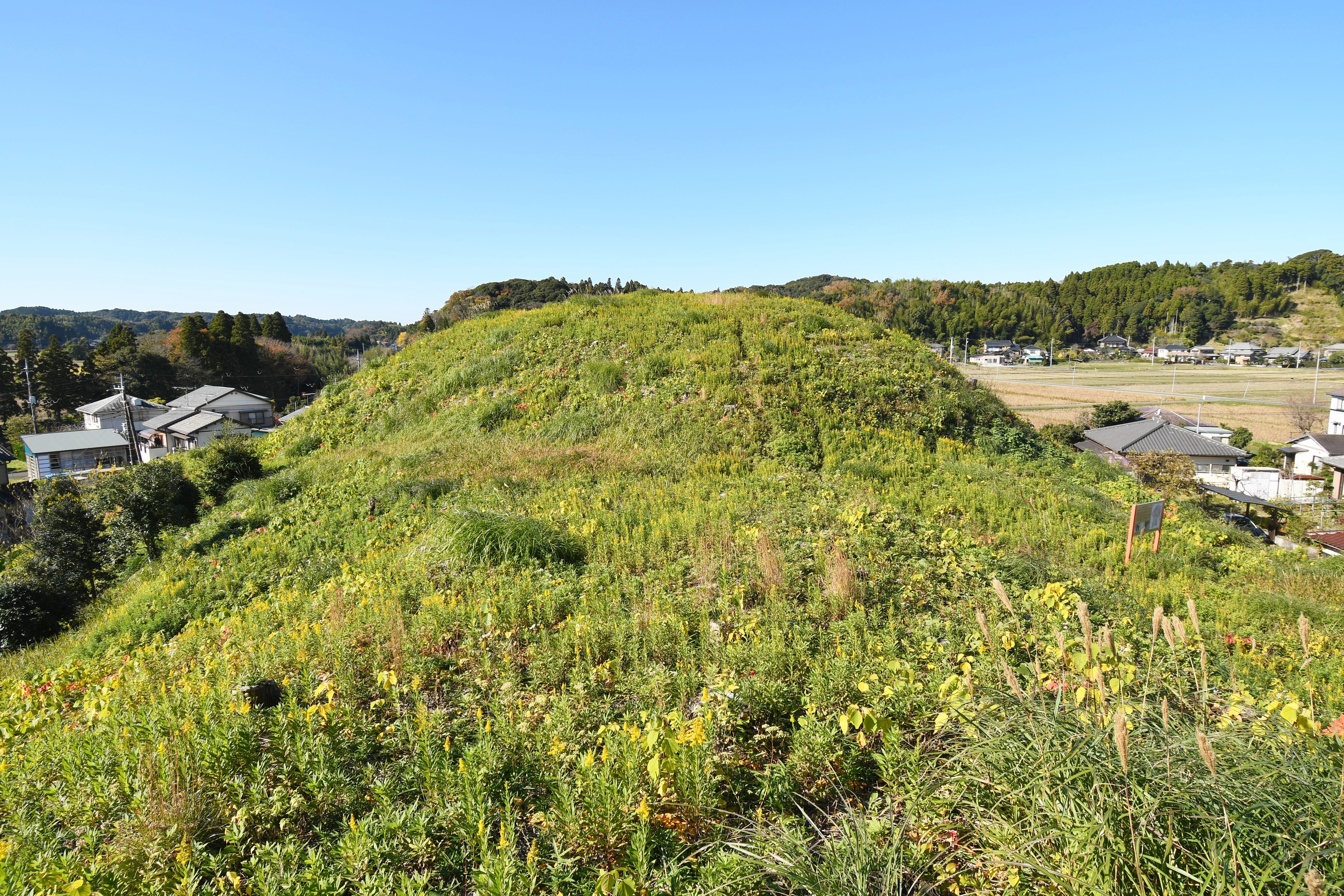
前方部から後円部を望む
  - 直径：50メートル
  - 高さ：8.5メートル
- 前方部
  - 幅：24メートル
  - 高さ：3.5メートル

墳丘のうち下部4分の1は地山、上部4分の3は盛土によって構築される。墳丘周囲では、前方部前面・東隅で周溝が認められる。墳丘裾部では土師器（大型底部穿孔壺）が検出されている（墳頂部の壺形埴輪の転落か）。埋葬施設は未調査のため明らかでない。なお、下層では弥生時代と見られる竪穴建物が検出されている。
築造時期は古墳時代中期初頭の4世紀末-5世紀初頭（草刈II期-III期並行）頃と推定される。
- 後円部墳頂
- 前方部から後円部を望む

## 文化財

### 千葉県指定文化財
- 史跡
  - 油殿古墳群 - 1977年（昭和52年）3月8日指定[2]。

## 関連文献
（記事執筆に使用していない関連文献）
- 『千葉県長生郡長南町油殿古墳群の墳丘周辺発掘調査概報』長南町教育委員会、1975年。
- 「油殿古墳群（長南町）」『千葉県記念物実態調査報告書III』千葉県教育委員会、1995年。